# Juan Carlos Thorry
José Antonio Torrontegui (Coronel Pringles, Argentina, 28 de junio de 1908 - San Antonio de Padua, Merlo, Argentina, 12 de febrero de 2000), más conocido como Juan Carlos Thorry,  fue un actor y director de cine argentino.

## Carrera
Realizó su primera actuación en el colegio San José de Buenos Aires. Formó un grupo de jazz junto a una troupe estudiantil llamada Santa Paula Serenaders y en 1927 fue cantante de la orquesta de Osvaldo Fresedo y luego de Rudy Ayala.
En 1932 como parte del grupo Los boys estudiantes participó en Mis canciones de 1932, de Enrique Santos Discépolo, donde cantó y bailó. En 1934 fue convocado para reemplazar a Carlos Gardel en El caballo del pueblo, de Manuel Romero, su primera película. También participaba como animador en distintas radios como Belgrano, Splendid y El Mundo y fue partenaire en diferentes programas de Niní Marshall. En su carrera participó también como director en El complejo de Felipe, Escándalo nocturno, Somos todos inquilinos y Pate Katelin en Buenos Aires.
En 1951 se casó con Analía Gadé, con quien protagonizó Concierto de bastón, Especialista en señoras y Suegra último modelo. Participó en 50 películas, entre ellas Radio bar, Dos amigos y un amor, Villa discordia, Cándida, Isabelita, entre otras. Formó un excelente dúo con Mirtha Legrand en varias películas como Los martes, orquídeas, La pequeña señora de Pérez, La señora de Pérez se divorcia y El retrato. En Estados Unidos se presentó como cantante en televisión en The Wendy Barrie Show.
En teatro actuó en varias temporadas con Gloria Guzmán y con ella filmó Los maderos de San Juan. En Venezuela interpretó el papel protagónico de la película El demonio es un ángel y debutó como director en la película Yo quiero una mujer así. Entre las obras teatrales que participó se encuentran Mi suegra es una fiera, Los maridos de mamá, Hay que bañar al nene, Petit café, entre otras. 
Posteriormente se radicó en España con su esposa Analía Gadé, y filmó Irma la dulce. En 1958 se separó de Analía Gadé y viajó a la Argentina, donde se incorporó en la televisión en ciclos como La familia GESA, Doctor Cándido Pérez, señoras, junto a Julia Sandoval y Teresa Blasco. También condujo Grandes valores del tango.
En 1978, en el Teatro Municipal General San Martín reeditó sus actuaciones en LR1, Radio El Mundo, junto a Niní Marshall. A principios de los años ochenta participó en la comedia musical Chicago, con Nélida Lobato y Ámbar La Fox. En 1985 se casó con la actriz Alma Vélez, con quien luego se radicó en San Antonio de Padua. En 1986 realizó su última aparición cinematográfica en Las lobas, de Aníbal Di Salvo. Recibió el Premio Konex - Diploma al Mérito como Actor de Musical en 1991. En 1994 realizó su última actuación en Aprender a volar, por Canal 13. 
En sus últimos años dirigió, junto con su esposa, una escuela y una sala de teatro. Falleció a los 91 años el 12 de febrero de 2000 en la Residencia geriátrica "San Juan" de  San Antonio de Padua ubicada a pocos metros de su último domicilio con su última esposa, con la que convivió sus últimos años, la actriz Alma Vélez.

## Filmografía
Director
- Pate Katelin en Buenos Aires (inédita - 1969)
- Los cobardes (1959) (coproducción de España y Francia)
- Somos todos inquilinos (1954)
- Escándalo nocturno (1951)
- El complejo de Felipe (1951)
- Yo quiero una mujer así (1951) (Venezuela)

Intérprete
- Las lobas (1986)
- Las barras bravas (1985)
- Superagentes y titanes (1983)
- Buenos Aires Tango (inédita - 1982)
- Esto es vida (no estrenada comercialmente - 1982)
- Ritmo, amor y primavera (1981)
- Las muñecas que hacen ¡pum! (1979)
- Convención de vagabundos (1965)
- Cuidado con las colas (1964)
- Dr. Cándido Pérez, Sras. (1962)
- Los maridos de mamá (1956)
- Somos todos inquilinos (1954)
- ¡Qué noche de casamiento! (1953)
- Suegra último modelo (1953)
- Asunto terminado (1953)
- Bárbara atómica (1952)
- Vuelva el primero! (1952)
- Especialista en señoras (1951)
- Escándalo nocturno (1951)
- Concierto de bastón (1951)
- ¡Qué hermanita! (1951)
- La comedia inmortal (1951)
- El demonio es un ángel (1950)
- Cuando besa mi marido (1950)
- Piantadino (1950)
- Cita en las estrellas (1949)
- La hostería del caballito blanco (1948)
- La serpiente de cascabel (1948)
- Los maderos de San Juan (1947) (México)
- El retrato (1947)
- Con el diablo en el cuerpo (1947)
- La señora de Pérez se divorcia (1945)
- La casta Susana (1944)
- Mi novia es un fantasma (1944)
- La pequeña señora de Pérez (1944)
- La hija del Ministro (1943)
- Elvira Fernández, vendedora de tienda (1942)
- El pijama de Adán (1942)
- Una luz en la ventana (1942)
- En el último piso (1942)
- Los martes, orquídeas (1941)
- Yo quiero ser bataclana (1941)...Carlos
- Luna de miel en Río (1940)
- Isabelita (1940)
- El solterón (1940)
- Cándida (1939)... Dr. Adolfo Sánchez
- Senderos de fe (1938)
- Villa Discordia (1938)
- Maestro Levita (1938)
- Dos amigos y un amor (1937)
- Radio Bar (1936)
- El caballo del pueblo (1935)... Roberto Campos

## Televisión
- Aprender a volar (1994) Serie .... Don Ramiro
- ¡Dale Loly! (1993)
- Stress (1990) Serie .... Dr. Del Balde
- Un día 32 en San Telmo (1980) Serie .... Matías
- Fortín Quieto (1979) Miniserie
- El humor de Niní Marshall (1977) .... (segmento "Cándida")
- Pequemos un poquito (1971) .... Agustín
- J.C. Buenos Aires-Roma-Paris (1964) Serie
- Platea hogareña junto a Ana Mariscal, en el ep. Los maridos de mamá.
- Petit café (1953) Serie